# Hemisalanx brachyrostralis
Hemisalanx brachyrostralis  — вид корюшкоподібних риб родини Саланксові (Salangidae). Ця риба мешкає у прісних водах Китаю.